# Maguaristorch
Der Maguaristorch (Ciconia maguari) ist ein südamerikanischer Storch.

## Merkmale
Der Maguaristorch erreicht bei einer Länge von 90 cm und einer Flügelspannweite von 120 cm ein Gewicht von 3,5 kg. Das Gefieder ist vorwiegend weiß mit schwarzen Schwungfedern. Vom ähnlichen Weißstorch unterscheidet er sich durch den schwarzen gegabelten Schwanz, den beim Altvogel blau-grauen Schnabel, die um die Augen rötlich-orange nackte Haut und die weiße Iris. In Gefangenschaft wurde das älteste Tier mehr als 20 Jahre alt.

## Vorkommen

Verbreitungsgebiet des Maguaristorchs (hellblau): kein Brutgebiet; lila: ganzjährig

Der Maguaristorch lebt in Südamerika, östlich der Anden von Venezuela bis Argentinien in Feuchtgebieten und auf landwirtschaftlichen Flächen.

## Verhalten
Der Maguaristorch ernährt sich von Fischen, Fröschen, Krebsen, kleinen Nagetieren, Schlangen, Wasserinsekten und anderen Wirbellosen.

## Fortpflanzung
Das Männchen wird mit drei, das Weibchen mit vier Jahren geschlechtsreif. Der Vogel nistet in Kolonien mit 5 bis 15 Nestern mit manchmal nur 60 cm Abstand. Das Nest ist in ein bis sechs Meter Höhe auf Büschen oder kleinen Bäumen oder am Boden in dichter Vegetation. Die Nistplätze sind immer von Wasser umgeben. Zwei bis drei Eier werden 29 bis 32 Tage bebrütet. Der Jungvogel ist nach der Geburt weiß, wechselt dann aber in eine dunkle Farbe über, mit orangefarbenem Hals, und gleicht nach 3 Monaten seinen Eltern.

## Etymologie und Forschungsgeschichte
Die Erstbeschreibung des Maguaristorchs erfolgte 1789 durch Johann Friedrich Gmelin unter dem wissenschaftlichen Namen Ardea Maguari. Als Verbreitungsgebiet gab er das nordöstliche Brasilien an. 1760 führte Mathurin-Jacques Brisson die neue Gattung Ciconia ein. Dieser Begriff leitet sich von lateinisch Ciconia ‚Storch‘ ab. Der Artname maguari hat seinen Ursprung in der Tupi-Sprache von Maguarí bzw. Baguarí und bedeutet langsam und faul für den Maguaristorch. Alfred Laubmann hatte für sein Werk Die Vögel von Paraguay keine Bälge zur Verfügung. In der Literatur fand er viele Nachweise für das Land, so z. B. am Río Pilcomayo durch Hans Hermann Carl Ludwig von Berlepsch und John Graham Kerr, in Waikthlatingmayalwa im Gran Chaco ebenfalls durch Kerr, in Paludi di Ajo durch Tommaso Salvadori, in Tebicuari durch Claude Henry Baxter Grant und in Puerto Pinasco durch Elsie Naumburg. Zusätzlich erwähnte Laubmann Yacú de la canguí von Félix de Azara als Nachweis für das Land. Ardea Galeata Molina, 1782 wird heute als Synonym zur Nominatform betrachtet. Galeata stammt von lateinisch galeatus, galea ‚behelmt, Helm‘ ab.

## Gefährdung
Die IUCN Stuft den Maguaristorch als potenziell gefährdet (Least Concern) ein.